# Права интерсекс-людей в Колумбии
Права интерсекс-людей в Колумбии нарушаются по ряду показателей. В 1999 году Конституционный суд Колумбии стал первым судом в мире, который рассмотрел с точки зрения прав человека дело о последствиях медицинских вмешательств в тела интерсекс-детей для изменения их половых признаков. Суд ограничил возраст, в котором интерсекс-дети могут подвергаться подобным хирургическим вмешательствам.

## История
В 1999 году Конституционный суд Колумбии стал первым судом в мире, который рассмотрел с точки зрения прав человека дело о последствиях медицинских вмешательств в тела интерсекс-детей для изменения их половых признаков. Суд ограничил возраст, в котором интерсекс-дети могут подвергаться подобным хирургическим вмешательствам.
В апреле 2018 года латиноамериканские и карибские интерсекс-активисты опубликовали заявление Сан-Хосе-де-Коста-Рика, в котором были определены местные требования.

## Физическая неприкосновенность
Колумбия не запрещает вредоносные действия в отношении детей, но они регулируются серией решений, принятых Конституционным судом Колумбии в отношении физической неприкосновенности младенцев и детей, в том числе и детей с интерсекс-вариациями.

Юридический запрет на медицинские вмешательства в тела интерсекс-людей без их добровольного согласия.
Нормативное приостановка не согласованных медицинских вмешательств

### Sentencia T-477/95
В деле Sentencia T-477/95 суд рассмотрел случай не интерсекс подростка, который был воспитан девочкой после случайной кастрации и последующих феминизирующих операций на половых органах. Суд взял случай после изучения его истории болезни. Суд постановил, что право подростка на личность было нарушено и что пол ребёнка не может быть изменен без его осознанного согласия.

### Sentencia SU-337/99
В постановлении SU-337/99 от 12 мая 1999 года Европейский суд изменил ранее принятое решение об информированном согласии на операции на половых органах у детей. Суд вынес решение по делу восьмилетнего ребёнка с неопределенными гениталиями и синдромом нечувствительности к андрогенам, воспитанного девочкой. Врачи рекомендовали феминизирующие операции, включая гонадэктомию, вагинопластику и клиторопластику до наступления половой зрелости, но больница не стала работать без согласия Колумбийского института семейного благополучия и Управления общественных адвокатов. Мать возбудила дело против Института и Управления общественных адвокатов, стремясь предоставить альтернативное согласие. Мать утверждала, что «способность принимать решения наступит слишком поздно и помешает нормальному психологическому, физическому и социальному развитию ребенка».
Суд отклонил иск матери. Это поставило под сомнение срочность дела, аргументированную медицинскими работниками. Защитники гражданских прав и меньшинство врачей высказались за отсрочку лечения из-за отсутствия доказательств и необратимого характера предлагаемых вмешательств. Суд отметил, что сторонников хирургических вмешательств было больше, чем противников, альтернативы хирургии были не совсем выполнимыми, и качество операций улучшилось, «делая менее вероятным, что сексуальная чувствительность будет разрушена; и медицинское сообщество улучшало общение с родителями». Тем не менее, некоторые врачи отказались отвечать на критику хирургии, в то время как другие сомневались в таком хирургическом подходе.

Защита прав интерсексов
Защита ряда прав интерсексов
Защита прав интерсексов в ещё более узкой выборке характеристик

Суд установил, что конституционная защита права на свободное развитие личности означает, что автономия ребёнка увеличивается с возрастом, включая развитие гендерной идентичности и телесной осведомленности. Суд постановил, что операции на половых органах не должны проводиться у детей старше пяти лет. Было установлено, что многопрофильные команды должны оценивать потребности детей в каждом отдельном случае.
(Ныне несуществующее) Intersex Society of North America заявило, что «решение суда существенно ограничивают способность родителей и врачей прибегать к операциям при рождении детей с неопределенными гениталиями».

### Sentencia T-551/99
В деле Sentencia T-551/99, суд вынес решение по делу двухлетнего интерсекс-ребёнка, не способного дать согласие на операции на половых органах. Исходя из решения по делу SU-337/99, суд определил, что родители могут дать разрешение на нормализацию половых органов своего ребёнка, если информированное согласие является «квалифицированным». Тем не менее, эти критерии не были выполнены в случае с данным ребёнком, потому что «родители были убеждены, что операция по нормализации половых органов была единственным вариантом для их дочери. Родители не рассматривали альтернативные варианты, поэтому их решение не учитывало наилучшие интересы ребенка».

Небинарный/третий гендерный маркер доступен по желанию
Доступно только на интерсекс-людей
Обязательно для некоторых интерсекс-людей и доступно по желанию
Обязательно для некоторых интерсекс-людей с рождения
Опция недоступна или нет информации

### Sentencia T-912/08
В деле Sentencia T-912/08 суд вынес решение по делу о пятилетнем ребёнке, постановив, что родители и ребёнок могут дать совместное согласие. В тех случаях, когда у ребёнка и родителей были разные мнения, никакая операция не могла быть проведена до совершеннолетия.

## Документы удостоверяющие личность
4 июня 2015 года правительство издало указ, подписанный Министерством юстиции и Министерством внутренних дел, разрешающий простые административные изменения в юридическом поле путем подписания документа у нотариуса.

## Известные интерсекс-люди из Колумбии
- Элиана Рубашкин

## Внешние ссылки
- Brújula Intersexual Архивная копия от 29 сентября 2017 на Wayback Machine